# Dubiaranea crebra
Dubiaranea crebra is een spinnensoort uit de familie hangmatspinnen (Linyphiidae). De soort komt voor in Colombia, Venezuela, Ecuador en Peru.